# Apathya cappadocica
Espèce
Synonymes
- Lacerta cappadocica Werner, 1902
- Lacerta cappadocica muhtari Eiselt, 1979
- Lacerta cappadocica schmidtlerorum Eiselt, 1979

Statut de conservation UICN

 LC  : Préoccupation mineure
Apathya cappadocica est une espèce de sauriens de la famille des Lacertidae.

## Répartition
Cette espèce se rencontre en Iran, en Irak, en Syrie et en Turquie.

## Liste des sous-espèces
Selon The Reptile Database (9 décembre 2012) :
- Apathya cappadocica cappadocica (Werner, 1902)
- Apathya cappadocica muhtari (Eiselt, 1979)
- Apathya cappadocica schmidtlerorum (Eiselt, 1979)
- Apathya cappadocica urmiana Lantz & Suchow, 1934
- Apathya cappadocica wolteri Bird, 1936

## Publications originales
- Bird, 1936 : The distribution of reptiles and amphibians in Asiatic Turkey with notes on a collection from the Vilayets of Adana, Gaziantep and Malatya. Annals and Magazine of Natural History, vol. 18, no 10, p. 257-281.
- Eiselt, 1979 : Ergebnisse zoologischer Sammelreisen in der Türkei Lacerta cappadocica Werner 1902 (Lacertidae, Reptilia). Annalen des Naturhistorischen Museums in Wien, vol. 82, p. 387-422 (texte intégral).
- Lantz & Suchow, 1934 : Apathya cappadocica urmiana susp. nov., eine neue Eidechsenform aus dem persischen Kurdistan. Zoologischer Anzeiger, vol. 106, p. 294.
- Werner, 1902 : Die Reptilien- und Amphibienfauna von Kleinasien. Sitzungsberichte der Akademie der Wissenschaften in Wien. Mathematisch-Naturwissenschaftliche Klasse, vol. 111, p. 1057-1121 (texte intégral).